# Corrasion
Corrasion è il terzo album in studio del gruppo musicale canadese Nadja, pubblicato nel 2003.

## Tracce
1. Base Fluid – 11:45
2. You Are as Dust – 10:35
3. Corrasion – 8:35
4. Amniotic – 21:00

## Formazione

### Gruppo
- Aidan Baker – voce, batteria, chitarra, flauto
- Leah Buckareff – voce, basso